# Михаил Джавахишвили
Михаил Джавахишвили (на грузински: მიხეილ ჯავახიშვილი) е грузински писател, който е сред класиците на новата грузинска литература.

## Биография и творчество
Роден е в село Церакви, Марнеулски окръг през 1880 г.

## Творчество

### Романи
- 1924 – კვაჭი კვაჭანტირაძე/Квачи Квачантирадзе (1924);
- 1925 – თეთრი საყელო/ Бяла Яка (1925);
- 1925 – ჯაყოს ხიზნები/Джакос Хизнеби (в руски превод: Обвал, 1925);
- 1928 – გივი შადური/ Гиви Шадури (1928);
- 1932 – არსენა მარაბდელი/ Арсен от Марабда (1933);
- 1936 – ქალის ტვირთი/ Бремето на жената (в руски превод: Судьба женщины, Бремя женщины – 1936).